# Es ist an der Zeit (Lied)
Es ist an der Zeit ist die von Hannes Wader getextete und gesungene Version von Eric Bogles No Man’s Land, das auch unter den Titeln The Green Fields of France und Willie McBride bekannt ist. Es spielt am Grab eines jungen Mannes, der im Ersten Weltkrieg gefallen ist. Der Erzähler überlegt, wie der Soldat zu Tode gekommen sein könnte und ob er seinen „wirklichen Feind“ erkannt hätte. Im Refrain stellt er eine Verbindung zur Gegenwart her mit der Erkenntnis, dass sich nichts verändert hat. Die letzte Strophe endet mit der Titelzeile: „Es ist an der Zeit.“

## Inhalt
Von Eric Bogles Text übernimmt Wader u. a. Alter und Todesjahr des Soldaten, die Befürchtung, dass sein Tod grauenvoll gewesen sein könnte, die Erkenntnis, dass sich Gleiches immer wieder wiederholen wird. Wader verzichtet auf die im Originalrefrain dargestellte Szenerie, dass der Tote ein feierliches Begräbnis zum Klang von Trommeln, Dudelsack, Hörnern und Flöte bekommen haben könnte.
Ein wichtiger Unterschied zwischen Original und deutscher Übertragung ist die Namenlosigkeit des Opfers. Wader zeigt das Schicksal der Kriegstoten am Beispiel eines einzelnen Soldaten auf – anders als in dem 1981 entstandenen Lied Frieden  von Georg Danzer, in dem von „vier Milliarden Toten“ (also der gesamten damaligen Weltbevölkerung) die Rede ist. In der letzten Strophe jedoch spricht auch Wader von den Milliarden Toten, die ein nächster Krieg bringen könnte. Diese Strophe endet mit der Hoffnung, dass sich immer mehr Menschen finden werden, diesen Krieg zu verhindern: „Es ist an der Zeit.“

## Aufbau
Die Einleitung mutet wie ein Natureinstieg an, mit der Champagne, dem Mittsommergrün, Mohnblumen und Gräsern. Unterbrochen wird die Idylle aber durch Grabkreuze und das Gräberfeld.
Die vier Strophen mit je acht Versen haben stumpfe Paarreime, der Refrain besteht aus zwei reimlosen Versen und zwei Versen mit klingendem Paarreim. Dem Dreivierteltakt entsprechend sind es vorwiegend Daktylen.

## Musik
Der etwas starr wirkende Dreivierteltakt wird durch Punktierungen und Synkopen aufgelockert.
Das Lied steht in F-Dur, wobei neben den anderen beiden Dur-Akkorden auch der parallele Moll-Akkord und die Subdominantparallele verwendet werden. Die Dominante wird mit der Septime ergänzt.
Nach der dreifachen Tonwiederholung kommt der gängige Quartsprung. Der Tonumfang beträgt eine Undezime, wobei der tiefste Ton eine Septime unterhalb des Grundtones liegt, und zwar in den ersten vier Zeilen. Daran schließt sich spannungssteigernd der Sprung um eine Quinte nach oben an. Die Melodie bleibt in dieser höheren Lage, erst gegen Ende der Strophe führt sie wieder zum Grundton.

## Hintergrund und Rezeption
No Man’s Land (The green fields of France) entstand im Jahre 1976 nach einer Tournee Eric Bogles in Frankreich. Die Soldatengräber in Nordfrankreich und Flandern hatten ihn so bewegt, dass er kurz darauf dieses Lied schrieb. Eric Bogle ist in Schottland geboren, lebt aber seit über 30 Jahren in Australien und ist seit 1982 Australier.
Hannes Waders Bearbeitung Es ist an der Zeit wurde zu einer Hymne der Friedensbewegung. Millionen Menschen sangen das Lied auf Demonstrationen, so auch am 15. Februar 2003 in Berlin auf der Demonstration gegen den Irak-Krieg. Dort trugen Wader, Konstantin Wecker und Reinhard Mey diesen Titel vor. Für Wecker wurde das Lied „mit der Übertragung von Hannes, wie ich meine, zum besten deutschen Friedenslied überhaupt“.
Der Titel wurde auch für Rechtsradikale interessant. Nach einem Konzert im Theaterhaus Stuttgart bekam Hannes Wader eine CD, eine Interpretation von Es ist an der Zeit. Später stellte sich heraus, dass es sich um Frank Rennicke, einen bekannten rechten Liedermacher, handelte. Wader nahm daher den Titel Stellungnahme auf, der auf dem Album … und es wechseln die Zeiten (2005) zu finden ist. Hannes Wader stellt in dem Lied noch einmal eindeutig klar, dass er gegen Nazis ist und noch nicht einmal mit ihnen reden will.
Im November 2023 veröffentlichten Konstantin Wecker und Reinhard Mey auf Weckerswelt eine Single zum Streamen oder Downloaden mit einer Neuaufnahme des Liedes. Gewidmet ist sie Antje Vollmer. Alle Einnahmen dieser Neuaufnahme spenden sie an das Friedensdorf International. Die Aufnahme erfolgte am 5. Juli 2023 im Mastermixstudio Unterföhring, Begleitung und Arrangement übernahm Jo Barnikel.
1981 veröffentlichte Helmut Debus auf seinem Album As een Stroom mit Suldat Janssen eine plattdeutsche Version von No Man’s Land (The green fields of France).

## Coverversionen
Das Lied ist unter anderem auch von folgenden Künstlern aufgenommen worden:
- Zeus (1985)[7]
- Wacholder (im Wendejahr 1989)
- Picker’s Corner (2000)
- Hannes Wader zusammen mit Reinhard Mey und Konstantin Wecker auf Mey, Wader, Wecker – das Konzert (2003)
- Stomper 98  (2011)
- Eric Fish auf Anders sein (2009/2012)
- Reinhard Mey auf dann mach’s gut (2013)
- Dominik Plangger auf der CD hoffnungsstur (2013)
- Sidney King (2014)[8]
- NoRMAhl auf  Friede den Hütten, Krieg den Palästen (2015)[9]
- Morgaine & Kaveh (2016)
- Alligatoah auf Fremde Zungen (2018 bzw. 2014[10])
- Konstantin Wecker und Reinhard Mey (2023)[11]

## Quelle
- Martin Ketels, Sanna Dinse: Liederkorb (Liederbuch 5). Bund-Verlag, Köln 1983, S. 40f.